# De Wiko's
De Wiko's was een amusementsorkest uit Friesland. De Wiko's werd in 1969 opgericht door accordeonist en boer Kobus Algra uit Menaldum samen met zangeres Wietske Tjoelker en drummer Simon Kromkamp. De groepsnaam is een samenvoeging van Wi van Wietske, Ko van Kobus en de S van Sijmen. In 1977 werd de toen 16-jarige Hepie Hiemstra zangeres van de groep. Rond die tijd tekenden de Wiko's een platencontract, en scoorden zij hun eerste hit. Hepie Hiemstra verliet de groep alweer in 1978 om met Hepie Postma het duo Hepie en Hepie te gaan vormen. Zij werd opgevolgd door Marjan Giesing, met wie er 2 hits werden gescoord (zie hierna) 
De groep had twee kleine hits in de Nederlandse Top 40. In oktober 1978 stond Ik zal geen traan meer om je laten twee weken in de Top 40, met als hoogste plaats nummer 33. Begin 1980 stond Tranen heb ik om jou gehuild vier weken in de Top 40, eveneens met als hoogste plaats nummer 33.
In september 2013 werd bekendgemaakt dat de groep zou stoppen. De oprichter van de groep, Kobus Algra, moest om gezondheidsproblemen besluiten er niet mee verder te gaan. Het laatste concert werd op 20 oktober 2013 gegeven in de Sporthal Schatzenburg in Menaldum. Op 28 maart 2014 overleed Algra, na een langdurig ziekbed, op 66-jarige leeftijd in zijn woonplaats Menaldum. Algra was Lid in de Orde van Oranje-Nassau.
Na het overlijden van Kobus Algra werd onder de titel “Ofskiedskonsert De Wiko’s tsien jier letter”, door enkele muzikanten zoals Orkest Butterfly, Sybe Krol, Marjan Giesing, Folkert-Hans Tolsma en Jan de Haan op 26 november 2023 en 25 februari 2024 een optreden geven als eerbetoon aan Kobus Algra.